# Patrick Landais
Patrick Landais, né le 28 octobre 1955 à Paris, est un ingénieur français en géosciences, titulaire d’un doctorat en géochimie. Il fut haut-commissaire à l'énergie atomique de 2019 à 2023.

## Biographie
Après des études en géologie à Orléans, Patrick Landais travaille pour Elf Aquitaine puis la Cogema, avant d'intégrer le CNRS en 1987, comme chargé de recherche puis directeur de recherche. Il dirige de 1991 à 1997 l’unité mixte de recherche de géologie et gestion des ressources minérales et énergétiques (G2R) à Nancy.
À partir de 2001, il est directeur scientifique puis de la R&D de l'Agence nationale pour la gestion des déchets radioactifs (ANDRA). En 2013, il devient directeur scientifique du Bureau de recherches géologiques et minières (BRGM).avant de revenir à l'ANDRA en 2016 en tant que Chief Technology Officer.
Il est également président du comité scientifique de l’Ifremer.
Il est nommé en janvier 2019 par décret du président de la République haut-commissaire à l'énergie atomique auprès du CEA.

## Récompenses
- Chevalier de la Légion d'honneur (2020)
- Chevalier de l'ordre national du Mérite (2016)
- Grand Prix Dolomieu de l’Académie des Sciences (2013) pour ses études sur la faisabilité d'un stockage géologique [4],[5]

## Publications
- Géologie et géochimie de l'uranium : Analyse des matières organiques associées aux minéralisations uranifères, Centre de recherches sur géologie de l'uranium, 1986  (ISBN 978-2-86783-009-9)